# Gevuina avellana
Gevuina avellana är en tvåhjärtbladig växtart som beskrevs av Juan Ignacio Molina. Gevuina avellana ingår i släktet Gevuina och familjen Proteaceae. Inga underarter finns listade i Catalogue of Life.